# Nashorn (javascriptový engine)
Nashorn je javascriptový engine napsaný v programovacím jazyce Java. 
Je založený na Da Vinci Machine (JSR 292) a je součástí Javy 8.
Projekt byl oznámen na JVM language summit v červenci 2011, a potvrzen na konferenci JavaOne v říjnu 2011.
Dne 21. listopadu 2012 Oracle oficiálně oznámil plán otevření zdrojových kódů v repozitáři OpenJDK.
Cílem projektu je pomocí JavaScriptu v Java aplikaci umožnit vývoj samostatným javascriptovým aplikacím.
Zdrojové kódy byly přidány 21. prosince 2012.